# Funció W de Lambert
En matemàtiques, i concretament en anàlisi matemàtica, la funció W de Lambert (també anomenada funció Omega) és la solució de l'equació:

{\displaystyle W(x)e^{W(x)}=x}.

En l'interval {\displaystyle [0,\infty )} té una única solució positiva i creixent i en l'interval {\displaystyle (-1/e,0)} té dues solucions, una creixent i l'altra decreixent. Per això es diu que les solucions en què {\displaystyle W(x)\geqslant W(-1/e)} es troben a la branca principal de la funció i es denoten amb {\displaystyle Wp(x)}, mentre que les altres es troben a la branca secundària i es denoten amb {\displaystyle Wm(x)}.

## Història
La funció deu el seu nom a Johann Heinrich Lambert (1728-1777), qui la va enunciar per primera vegada el 1758, tot i que va ser Euler qui li va donar la forma {\displaystyle we^{w}}. La primera descripció de la funció inversa sembla deguda a George Pólya i Gábor Szegő el 1925.
La funció de Lambert va ser «redescoberta» diverses vegades en el segle XX en aplicacions especialitzades, però la seva importància no es va posar en relleu fins al 1990, quan es va anunciar que la funció donava una solució exacta als valors propis de l'energia del sistema quàntic corresponents al model de l'operador de Dirac, un problema físic fonamental.

## Algunes propietats
{\displaystyle Wp(-1/e)=Wm(-1/e)=-1}
{\displaystyle Wp(0)=0}
{\displaystyle Wp(e)=1}
{\displaystyle {\frac {dW}{dx}}={\frac {e^{-W}}{1+W}}}
{\displaystyle Wp(x)=\displaystyle \sum \limits _{n=1}^{\infty }(-1)^{n-1}{\frac {n^{n-2}}{(n-1)!}}x^{n}}

## Representacions
- Representació de la part real, de la part imaginària i del mòdul de la funció W de Lambert en el pla complex
- {\displaystyle \scriptstyle z=\Re (W_{0}(x+iy))}
- {\displaystyle \scriptstyle z=|\Im (W_{0}(x+iy))|}
- {\displaystyle \scriptstyle z=|W_{0}(x+iy)|}
- Les tres funcions reunides